# Deutscher Fassadenpreis für vorgehängte hinterlüftete Fassaden

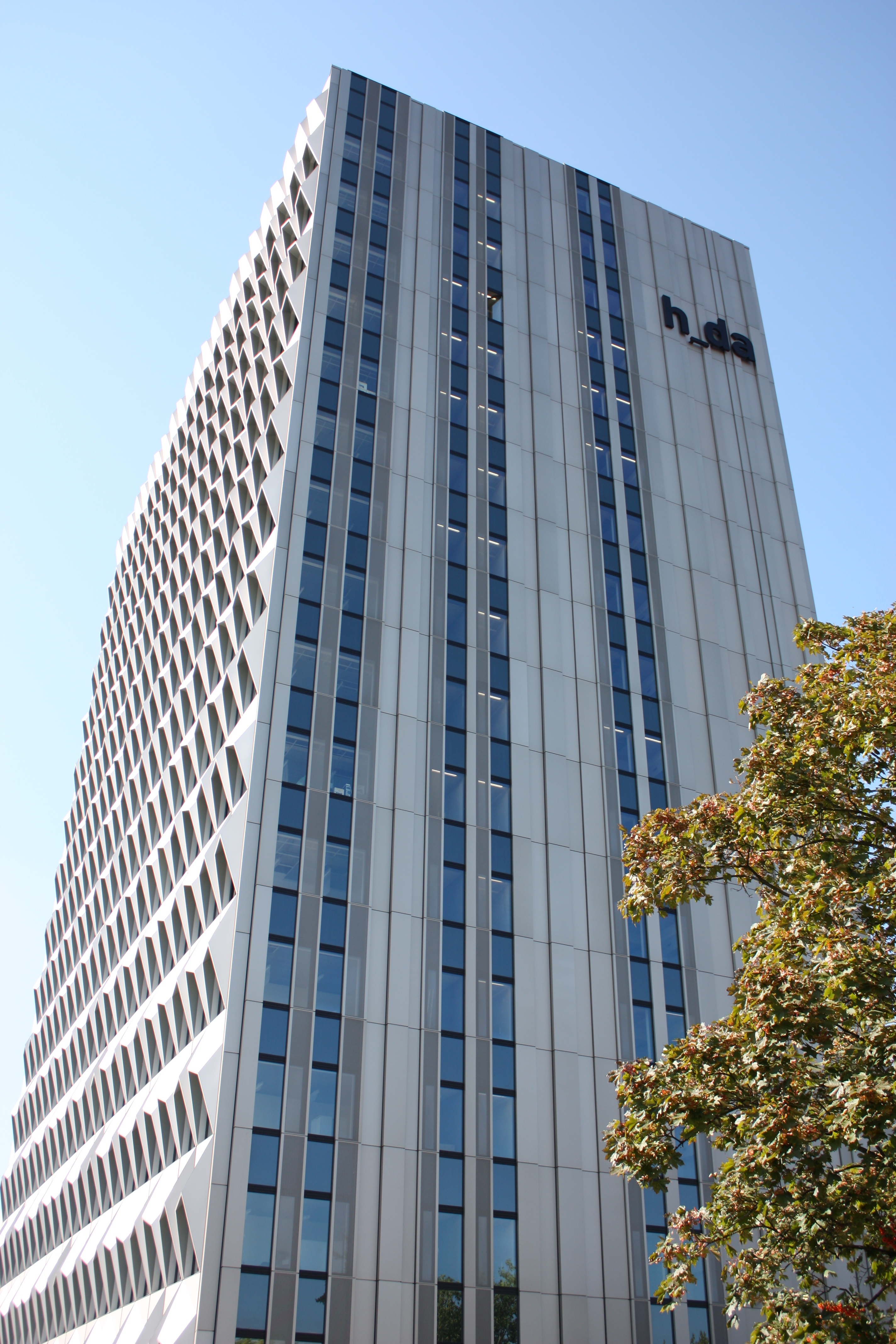
Hochhaus C10 der Hochschule Darmstadt, Staab Architekten, Preisträger Deutscher Fassadenpreis für VHF 2013

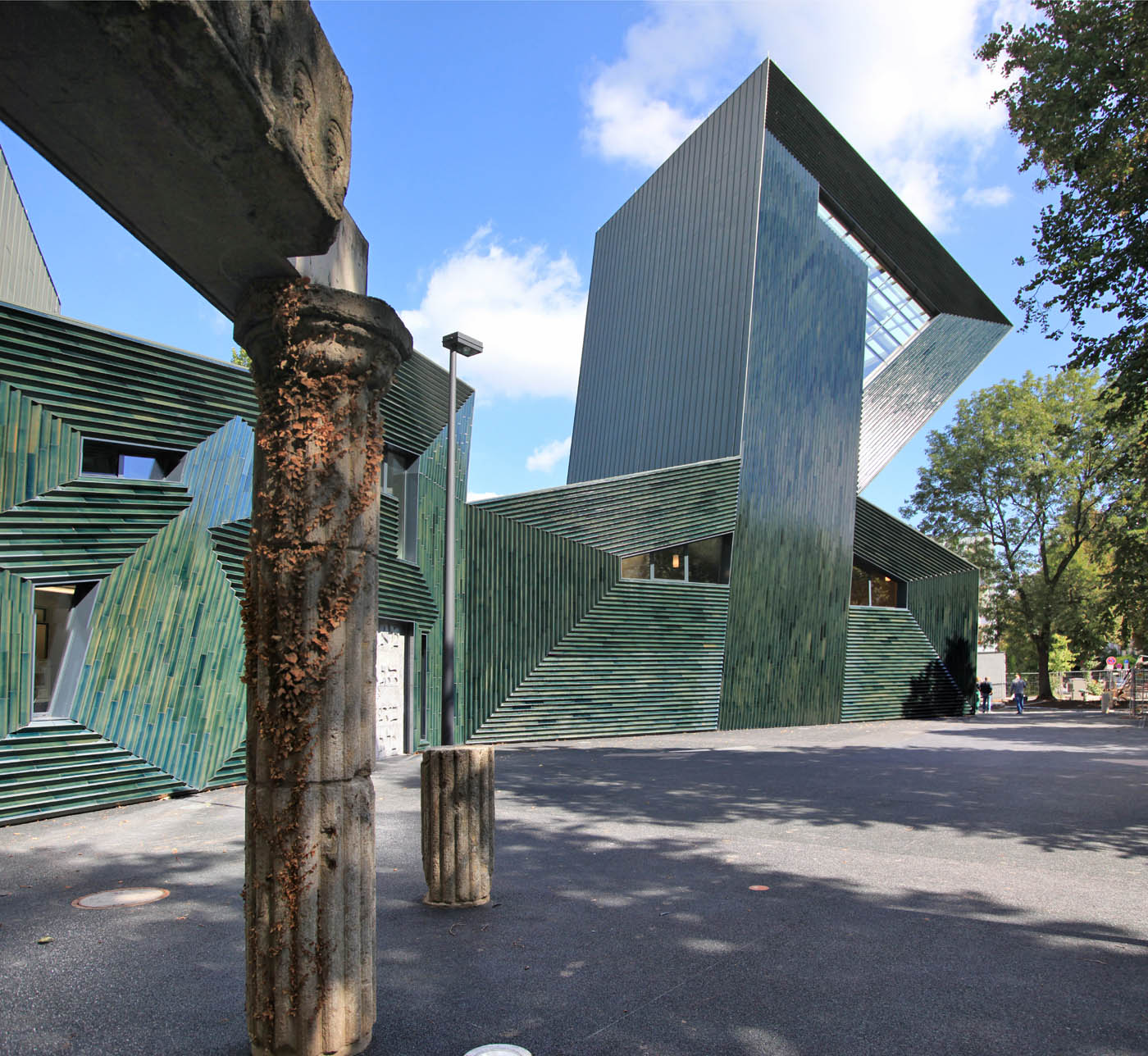
Neue Synagoge Mainz, Manuel Herz Architekten, Preisträger Deutscher Fassadenpreis für VHF 2011

Der Deutsche Fassadenpreis für vorgehängte hinterlüftete Fassaden (VHF) wird seit 1999 in zumeist zweijährlichem Rhythmus vergeben. Ausgezeichnet werden gestalterisch, technisch und wirtschaftlich herausragende Bauten in Deutschland mit vorgehängten hinterlüfteten Fassaden. Auslober des Preises ist der Fachverband vorgehängte hinterlüftete Fassaden (FVHF), Berlin, in Zusammenarbeit mit dem Institut für internationale Architektur-Dokumentation, München. 

## Preis
Der Preis wird vergeben für Fassadenkonzepte von hoher architektonischer Qualität und eine gelungene Einordnung in die Umgebung, gegebenenfalls unter Berücksichtigung des Denkmalschutzes. Ebenfalls berücksichtigt werden eine exakte Detaillierung und Umsetzung sowie innovative Energiekonzepte und nachhaltige Gebäudenutzung.
Bei jeder Auslobung werden ca. 100 Projekte eingereicht, aus denen ein Preisträger und gegebenenfalls weitere Auszeichnungen und Anerkennungen gewählt werden. Die Fachjury setzt sich aus Architekturexperten und den Preisträgern der vorangegangenen Auslobung zusammen.

## Rezeption
Von der Bundesstiftung Baukultur wird die Auszeichnung als einer der „bundesweit bedeutsamen Preise auf dem Gebiet der Baukultur“ bezeichnet.

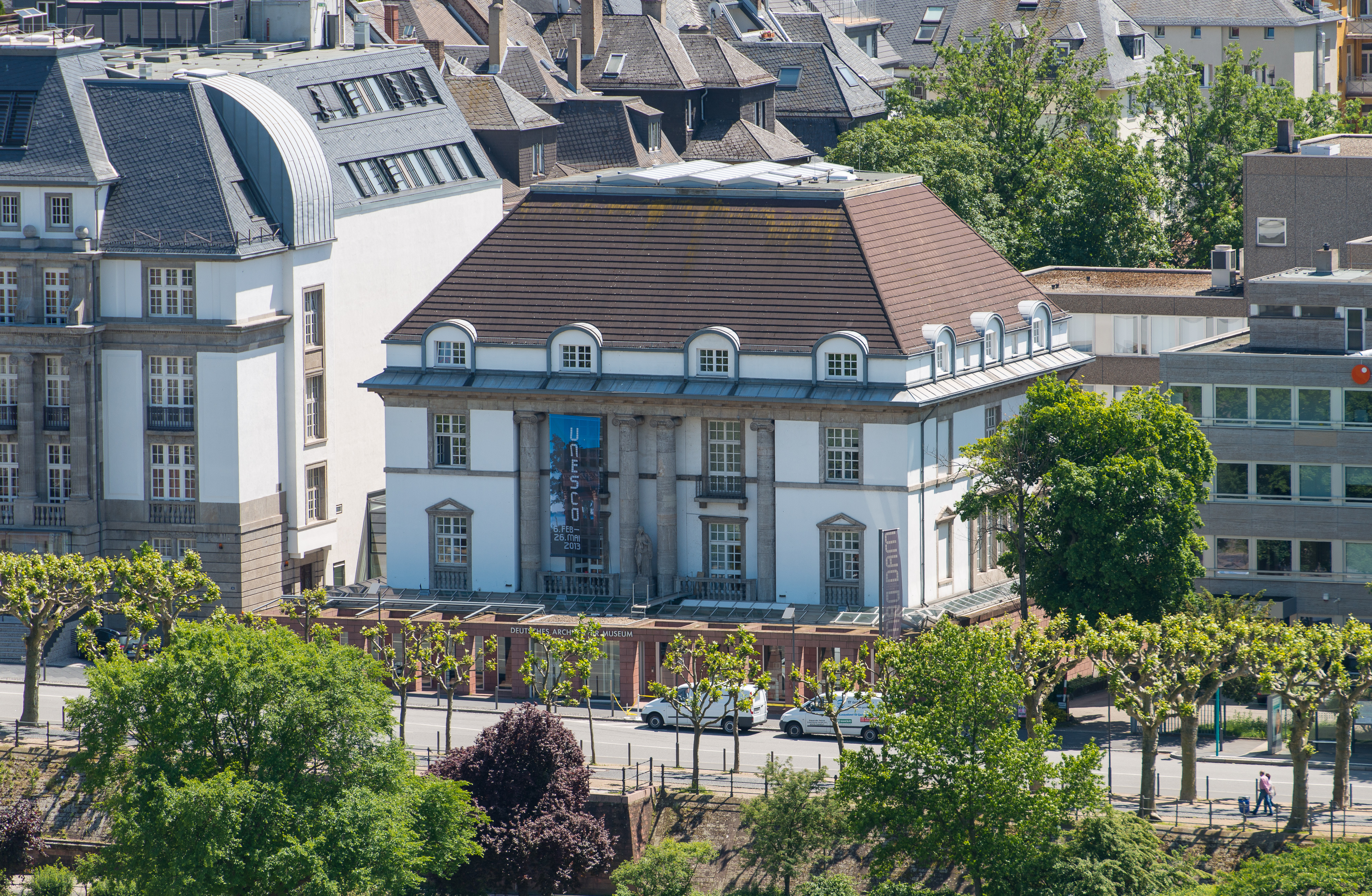
Deutsches Architekturmuseum, Schauplatz der Preisverleihung des Deutschen Fassadenpreises für VHF

Die Verleihung des Deutschen Fassadenpreises für VHF fand 2011 und 2013 im Deutschen Architekturmuseum in Frankfurt am Main statt. 
Zu jeder Verleihung erscheint eine Publikation, in der die nominierten Arbeiten dokumentiert sind.

## Preisträger
1999:

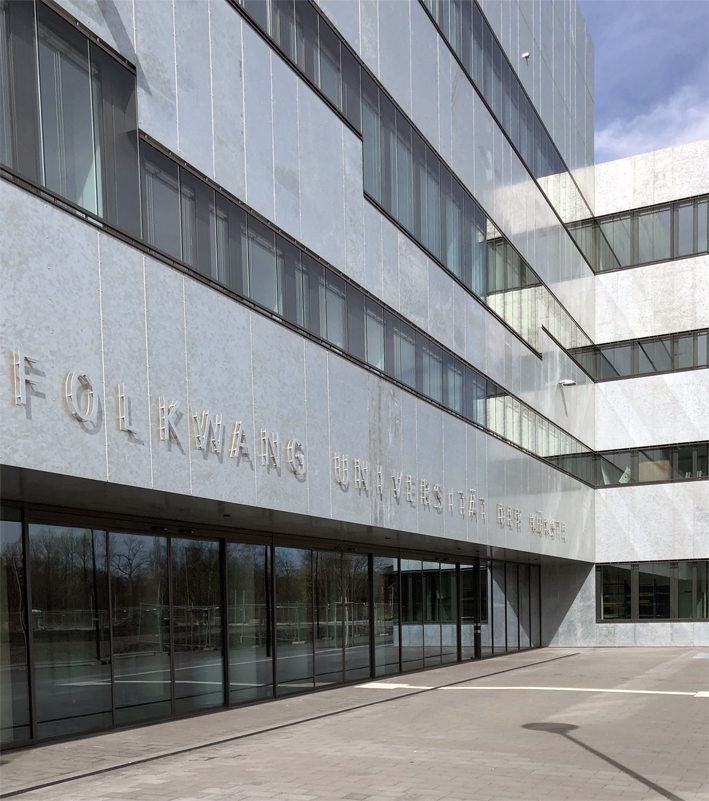
MGF Architekten GmbH, Stuttgart: Preisträger Deutscher Fassadenpreis für VHF 2018 für den Fachbereich Gestaltung der Folkwang Universität der Künste, Essen mit feuerverzinkter Fassade.

- Hild und Kaltwasser, München, für Sozialwohnungen in Kempten

2000:
- Fink+Jocher, München, für Entwicklungszentrum Ingolstadt
- BBP Bauconsulting, Berlin, für Wohnhochhaus Lessingstraße, Ingolstadt
- Barkow Leibinger Architekten, Berlin, für Jugendfreizeitzentrum, Berlin

2001:
- Fischer Architekten, München, für das Museum Lechner in Ingolstadt
- Sauerbruch Hutton, Berlin, für das GSW-Hochhaus in Berlin

2002:
- Seeliger + Vogels Architekten, Darmstadt für das Verwaltungsgebäude Pollmeister Massivholz GmbH, Ceuzburg
- Bieling Architekten, Kassel, für das Krematorium Hauptfriedhof, Kassel
- Schultze + Schultze Architekten, Kassel, für das Haus Aßhauer, Hofgeismar
- Architekturbüro Heike Böttcher, Dresden, für Atelier / Werkstatt, Pulsnitz

2004:
- Heinle, Wischer und Partner, Dresden, für Büro- und Servicezentrum des Bildungswerkes der Sächsischen Wirtschaft e. V. in Dresden
- Allmann Sattler Wappner, München, für Bildungszentrum Südwestmetall in Reutlingen
- Schuster Architekten, Düsseldorf, für Zentrale Polizeitechnische Dienste, Duisburg
- Steidle + Partner Architekten BDA, München, für KPMG Gebäude, München

2005:
- Staab Architekten, Berlin, für Servicezentrum auf der Theresienwiese in München
- ArchiFactory, Bochum, für Wohnhaus Ebeling, Dortmund
- Dominik Dreiner Architekt, Gaggenau, für Geschäftsstelle Südwestmetall, Heilbronn

2007:
- Allmann Sattler Wappner, München, für Dienstleistungs- und Service-Center der GEWOGE, LUWOGE BASF GmbH in Ludwigshafen
- rolf + hotz architekten, Freiburg, für Atelier Fleck, Kirchzarten
- Legner + van Ooyen Freie Architekten BDA, Straelen, für Grundschule Rolandstraße, Düsseldorf

2009:
- Busmann + Haberer, Berlin, für Neubau Johann-Sebastian-Bach-Saal Schloss Köthen
- Schulz und Schulz Architekten, Leipzig, für die Sanierung des Polizeireviers Chemnitz-Süd
- buchner + wienke architekten in Kooperation mit franke architekten, Berlin, für Umbau Atelierhaus Berlin-Treptow

2011:
- Manuel Herz Architekten, Köln / Basel, für Neue Synagoge Mainz[7]

2013:
- Staab Architekten, Berlin, für Hochhaus C10 der Hochschule Darmstadt[8]

2015:
- raumzeit Architekten, Berlin, für Hörsaal Campus Center der Universität Kassel[9]

2018:
- MGF Architekten GmbH, Stuttgart für den Campus Welterbe Zollverein, Fachbereich Gestaltung der Folkwang Universität der Künste, Essen[10]

2020:
- Allmann Sattler Wappner . Architekten GmbH für das Hotel Der Öschberghof, Donaueschingen[11]

2022:
- thoma architekten: für das Blockheizkraftwerk in Leipzig-Möckern[12]